# Phylinae
Phylinae (лат.) — подсемейство полужесткокрылых из семейства слепняков (Miridae).

## Описание
Клопы обычно овальной или удлиненно-овальной формы. Некоторые похожи на муравьёв (Biliranoides и Pilophorus и триба Hallodapini). Преэмподии (подушечки на кончиках лапок между коготками) волосовидные. Коготки не зазубрены.

## Экология
Питаются как растительной так и животной пищей. Клоп Campylomma verbasci может питаться фруктами и признан садовым вредителем, однако он может поедать клещей, тлей и цикадок. Вид Rhinocapsus vanduzeei способен нападать на человека. От его укусов остаются припухлости как после укуса комаров. Клопы рода Ranzovius сожительствуют с пауками, питаясь добычей пойманной в паутину, а также яйцами пауков и самими пауками в период их линьки.

## Классификация
Подсемейство разделяют на девять триб и около 300 родов.
- Cremnorrhini  Reuter, 1883
- Decomiini  Schuh & Menard, 2013
- Exaeretini  Futon, 1875
- Hallodapini  Van Duzee, 1916
- Leucophoropterini  Schuh, 1974
- Nasocorini  Reuter, 1883
- Phylini  Douglas & Scott, 1865
- Pilophorini  Douglas & Scott, 1876
- Semiini  Knight, 1923

## Палеонтология
Древнейшие представители в ископаемом состоянии найдены в Балтийском янтаре (38,0—33,9  млн лет).

## Распространение
Встречаются по всему миру преимущественно в районах с умеренным климатом.